# The Atomic Bitchwax
The Atomic Bitchwax ist eine Stoner-Rock-Band, die um 1992 von Chris Kosnik, Ed Mundell (ex-Monster-Magnet) und Keith Ackermann gegründet wurde.
Ihr Musikstil mit tiefem Gitarrensound und energiegeladenen Riffs ist vom 1970er-Jahre-Psychedelic-Rock geprägt. Die Musik von The Atomic Bitchwax wird oft auch als Retro Rock bezeichnet.

## Geschichte
The Atomic Bitchwax war anfänglich ein Nebenprojekt der drei Mitglieder. Die Band zeichnet sich seit je her durch eine hohe personelle Überschneidung mit Monster Magnet aus, da beide Bands aus New Jersey sind. So spielen oder spielten die derzeitigen oder ehemaligen Mitglieder Bob Pantella, Chris Kosnik, Ed Mundell und Garret Sweeny jeweils auch bei Monster Magnet.
Später sahen Chris Kosnik und Keith Ackermann The Atomic Bitchwax nicht mehr nur als ein Zweitprojekt an, und so wurde Gitarrist Ed Mundell im Jahr 2005 durch Finn Ryan ersetzt.
Ed Mundell beschäftigte sich weiter hauptsächlich mit Monster Magnet, da er durch deren ausgedehnte Europa- und USA-Touren zu wenig Zeit für The Atomic Bitchwax hatte. Mundell hat Monster Magnet 2010 verlassen.
The Atomic Bitchwax führten 2011, 2012, 2013 und 2014 jeweils im Frühjahr oder Sommer eine ausgedehnte Europatour durch.
Im April 2015 veröffentlichte die Band ihr sechstes Album Gravitron, welches zehn Lieder enthält. Ebenso ging die Band im April/Mai 2015 auf dreiwöchige Europatour. 2017 wurde das Nachfolgealbum Force Field, 2020 Scorpio veröffentlicht.
Auf der Europatour 2018 wurde Finn Ryan durch Garrett Sweeny ersetzt, welcher wie Bob Pantella und Chris Kosnik auch bei Monster Magnet spielt. Seit 2018 ist Finn Ryan nicht mehr Teil der Band.
Garret Sweeny spielt wie Bob Pantella neben Atomic Bitchwax noch in seiner Hauptband Monster Magnet.
2022 ging die Band erneut auf ausgedehnte Touren, nämlich im Frühjahr in den USA und im Sommer in Europa. Auf der Europatour wurden im Juni und Juli auch viele größere Festivals bespielt, u. a. das Hellfest in Frankreich, das Stoned From the Underground und das Freak Valley in Deutschland, sowie das Sonic Blast Festival in Portugal.

## Diskografie
- 1999: Atomic Bitchwax
- 2001: 2
- 2002: Spit Blood
- 2005: 3
- 2006: Boxriff
- 2008: 4
- 2011: The Local Fuzz
- 2015: Gravitron
- 2017: Force Field
- 2020: Scorpio